# Prvenstvo Hrvatske u nogometu za pionire 1994./95.
Pionirski prvaci Hrvatske u nogometu za sezonu 1994./95. su bili nogometaši Osijeka

## Prvi rang
Prvo je igrano po regijama nogometnog saveza, a četiri najuspješnije momčadi su se plasirale u završnicu.

### Završnica
Igrano 10. i 11. lipnja 1995. u Osijeku.
Konačni poredak: 

1. Osijek 

2. Hajduk Split 

3. Zagreb 

4. Jadran Poreč